# Honda CN 250 Helix
Der CN 250 Helix (interne Bezeichnung MF 02) ist ein Großroller des japanischen Motorradherstellers Honda. In anderen Ländern trägt der Honda Helix mitunter andere Namen, so heißt er zum Beispiel in Frankreich Spazio und in Japan Fusion. In den Vereinigten Staaten wurde er zudem auch als Freedom und Sedona verkauft. Der Roller wird als CF250-Fashion in China (Lizenznachbau für Honda) heute noch gebaut (Stand 2019). Der wassergekühlte Helixmotor war sehr beliebt. Wegen seiner Zuverlässigkeit erwarb Piaggio & C. S.p.A. eine Lizenz und baute den Honda-Triebsatz in das Fahrwerk des Hexagon ein. Er wurde dann als Piaggio „Hexagon GT 250“ erfolgreich vertrieben. Der CN-250-Honda-Triebsatz des MF02 wird außerdem von einigen anderen Herstellern als „Clone“ gebaut und in verschiedenen Rollern, ATVs, Buggys und Karts verwendet. Typisch ist für ihn der stehende Zylinder, weshalb der Helix sein Staufach im Heck hat, nicht wie moderne Roller mit liegendem Zylinder unterm Fahrersitz.
Mit dem Helix entstand die Klasse der Großroller, die annähernd so groß wie Motorräder sind, aber die typischen Rollereigenschaften haben, wie den Durchstieg zwischen Lenker und Sitzbank sowie kleine Räder. Der Tank fasst 12 Liter, sodass bei einem Verbrauch von 3,5 l/100 km die Reichweite etwa 340 km beträgt. Wegen seiner großen und bequemen Sitzfläche bezeichnen Liebhaber den CN 250 Helix mitunter scherzhaft als Sofa.

## Technik
- Motor: Einzylinder-Viertaktmotor
- Hubraum: 244 cm³ (Importmodelle teilweise mit 247 cm³)
- Leistung: 13 kW (17 PS) bei 7000/min, bis 15 kW (19 PS) bei 7500/min[3][4]
- Drehmoment: 17 Nm bei 5500/min, bis 21 Nm[5]
- Verdichtung: 10 : 1
- Leerlaufdrehzahl: 1500/min
- Antrieb: automatisches stufenloses Keilriemengetriebe
- Starter: Elektrostarter
- Tankvolumen: 12 l
- Kraftstoff: Benzin ROZ 91 (Normal)
- Verbrauch: 3,5–4,8 l/100 km[5]
- Zulässiges Gesamtgewicht: 340 kg
- Reifen:
  - 110/100–12 67J vorne
  - 120/90–10 65J hinten
- Sitzplätze: 2

## Geschichte
Honda entwickelte den Helix durch geschickte Ausnutzung vorhandener Komponenten. So nahm man seinerzeit die vollständige Antriebseinheit (250-cm³-Motor und Getriebe) des Honda Spacy 250, baute sie in einen extrem langen Rahmen (Radstand über 1,6 m) ein und versah das Ganze mit einer niedrigen und bequemen Sitzbank. So entstand der erste Großroller mit der Langstreckentauglichkeit eines Tourenmotorrads.
Einige Details, die den Helix noch heute von anderen Großrollern abheben:
- Die durch den Wasserkühler erhitzte Luft strömt auf der Höhe der Knie aus.
- Der Lenker ist verkleidet und wird von Warmluft umströmt. Das führt zu warmen Griffen am Lenker.
- Der lange Radstand und die niedrige Sitzbank vermitteln das Gefühl, zwischen den Rädern zu sitzen, nicht wie bei anderen Rollern auf dem Rad.
- Wegen des langen Radstands konnte der Tank weit unten angeordnet werden. Da alle schweren Teile wie Motor, Getriebe, Räder auch weit unten angeordnet sind, ist der Schwerpunkt extrem niedrig.

Der erste Helix-Roller war perlmuttweiß und wurde als Gespann 1985 in Japan auf einer Messe vorgestellt. Anschließend wurde der Helix-Roller 1986 mit Stahlrädern in Rot oder Weiß in Kanada und Japan gebaut. Erst ab April 1986 vertrieb ihn auch Honda Deutschland offiziell, und zwar ca. 15 % teurer als die bis dahin bereits von vielen freien Importeuren eingeführten Modelle. Etwas später kamen Helix-Roller mit Aluminiumrädern heraus. Sie hatten dann einen Tachometer mit km/h-Anzeige. Die vorher importierten US-Versionen waren mit Meilen-Tachometern ausgestattet.